# Josef Michl (automobilový závodník)
Josef Michl (* 10. prosince 1949) je bývalý československý, později český rallye a okruhový závodník.

## Kariéra
V roce 1975 se stal rallye mistrem Slovenska. Třináctkrát byl mistrem Československa v závodech cestovních vozů (1976–1977, 1982, 1987–1988: V Závodech do Vrchu, 1977–1978, 1981–1983, 1987, 1989). V letech 1983 a 1988–1990 vyhrál závod Ecce Homo (v gr. A do 1300 cm³). V sezóně 1990 vyhrál Pohár míru a přátelství.
Při závodu Mistrovství Evropy cestovních vozů 7. června 1981 v Salcburku zvítězila v I. divizi posádka Josef Michl (od roku 1991 jednatel MICHL - MOTORSPORT, spol. s r. o.) – Oldřich Vaníček (od roku 1993 předseda představenstva ÚAMK), čímž potvrdila pro značku Škoda titul mistrů Evropy za rok 1981.
Po rozpadu Československa mimo jiné závodil s vozy BMW 318i a Škoda Octavia. Je ženatý, má dceru a syna.
Josef Michl za mimořádné zásluhy a dlouholetou činnost v oblasti motoristického sportu získal od Autoklubu ČR dne 12.12.2020 cenu Granátový lev. V roce 2025 se zúčastnil vzpomínkové jízdy 1000 mil československých s vozem Riley 12/4 Lynx (st. č. 60).